# Caso de los narcosobrinos
El incidente de los narcosobrinos es un caso que involucra a dos sobrinos de Cilia Flores, esposa del presidente venezolano Nicolás Maduro. Los detenidos, Efraín Antonio Campo Flores y Francisco Flores de Freitas, fueron arrestados por fuerzas de seguridad de la Administración para el Control de Drogas (DEA) estadounidense el 10 de noviembre de 2015 en Puerto Príncipe, Haití, después de que estos hubiesen tratado de transportar 800 kilogramos de cocaína a los Estados Unidos. Un año más tarde, el 18 de noviembre de 2016, los dos sobrinos fueron encontrados culpables, con alegaciones de que el destino del efectivo era «ayudar a su familia a mantenerse en el poder». El gobierno de Estados Unidos liberó a ambos individuos en octubre de 2022 mediante un intercambio de prisioneros con el gobierno de Venezuela.

## Origen del término
La palabra compuesta «narcosobrinos» proviene de la unión de la palabra narco, abreviación de “narcotraficante”, con sobrinos. El término fue creado por los medios de comunicación que seguían en sus inicios las alegaciones de narcotráfico de los sobrinos de Nicolás Maduro, Presidente de Venezuela.

## Antecedentes

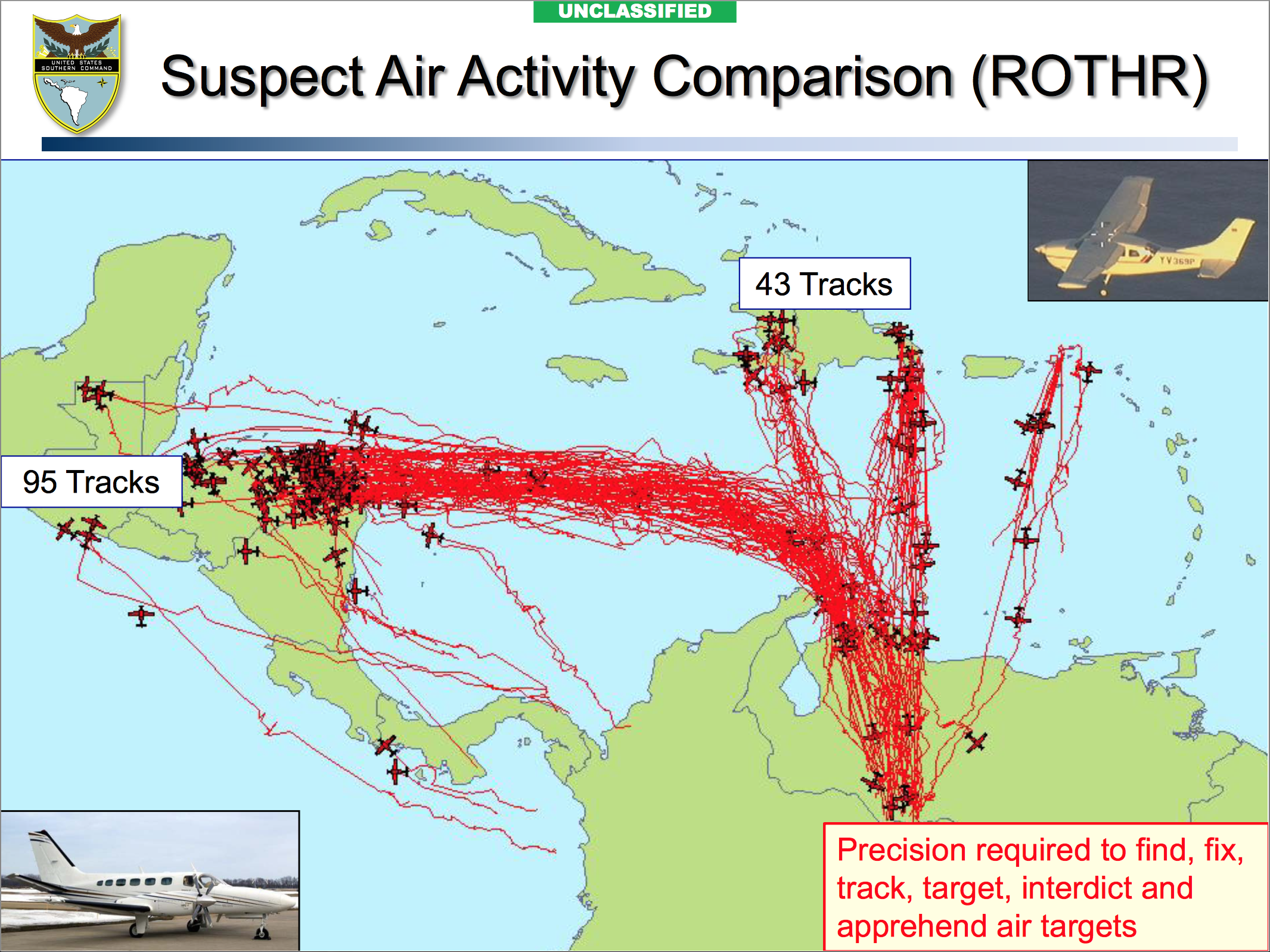
Actividad aérea de sospechosos de narcotráfico principalmente desde Venezuela rastreados por el Comando Sur de Estados Unidos mostrando varios vuelos de droga hacia Haití.

Según Jackson Diehl, subeditor del Washington Post, el gobierno bolivariano de Venezuela contiene “uno de los mayores carteles de droga del mundo”. Existen numerosas alegaciones de que el gobierno del presidente Hugo Chávez estuvo involucrado en narcotráfico. En mayo de 2015, el Wall Street Journal reportó, citando fuentes oficiales estadounidenses, que el tráfico de drogas en Venezuela ha estado en aumento significativo, y que narcotraficantes colombianos se han mudado de Colombia a Venezuela debido a presiones legales en su país. Un oficial del Departamento de Justicia de los Estados Unidos describió a los altos rangos del gobierno y fuerzas armadas de Venezuela como “una organización criminal”, dado que oficiales venezolanos de alto rango han sido acusados con frecuencia de participar o liderizar en el narcotráfico. Otras personas involucradas en las investigaciones han declarado que desertores del gobierno venezolano y antiguos traficantes han suministrado información a organismos de varios países, y que los detalles de aquellos involucrados en el narcotráfico gubernamental han aumentado. Autoridades antidrogas han acusado también a algunos oficiales venezolanos de trabajar con carteles de drogas mexicanos.
En una presentación en la XXXII Conferencia Internacional de Drogas en el año 2015, el comandante del Comando Sur de Estados Unidos, el general John Kelly, indicó que si bien las relaciones con otras naciones latinoamericanas combatiendo el narcotráfico han sido buenas, Venezuela no ha cooperado y que «hay mucha cocaína saliendo de Venezuela al mercado mundial». El general Kelly también informó que casi todos los envíos de cocaína a través de aeronaves salen de Venezuela y desde 2013 y principios de 2014, la ruta de narcotráfico aéreo ha cambiado de dirigirse a América Central a viajar principalmente a través de islas del Caribe. El incidente de los Narcosobrinos ocurrió en un momento en el que múltiples personas con altos cargos dentro del gobierno venezolano eran investigados por sospechas de estar involucrados en actividades de narcotráfico, incluyendo a Walter Jacobo Gavidia, hijo de Cilia Flores que también es juez en Caracas, el expresidente de la Asamblea Nacional Diosdado Cabello, y el exgobernador del estado Aragua Tarek El Aissami.

## Eventos

### Preparación y monitoreo por la DEA

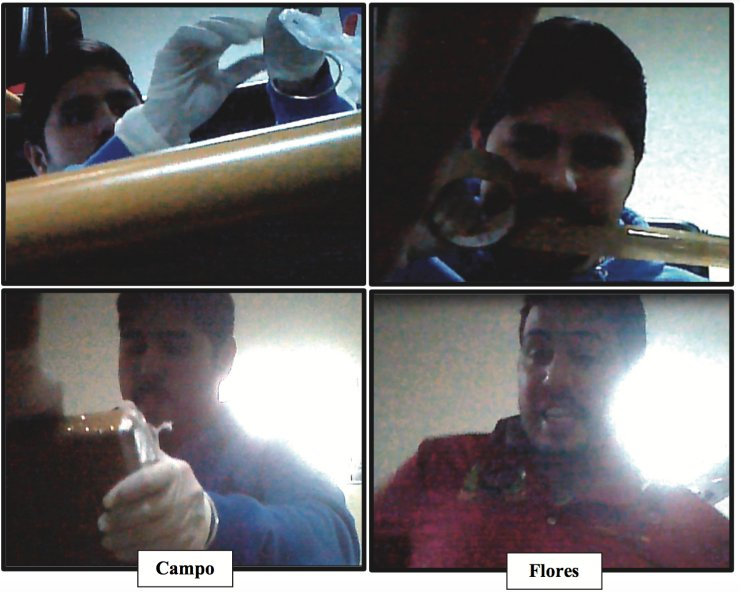
Campo y Flores mostrando la pureza de las drogas en un video secreto durante una reunión en Caracas, Venezuela, el 27 de octubre de 2015 con informantes de la DEA.

Campo Flores y Flores de Freitas supuestamente estuvieron involucradas en actividades como narcotráfico y posiblemente asistieron financieramente a la campaña de Nicolás Maduro en las elecciones presidenciales de Venezuela de 2013 y potencialmente las elecciones parlamentarias de 2015. Un informante declaró que ambos despegaban frecuentemente de la Terminal 4 del Aeropuerto Internacional Simón Bolívar, un terminal reservado para el presidente.

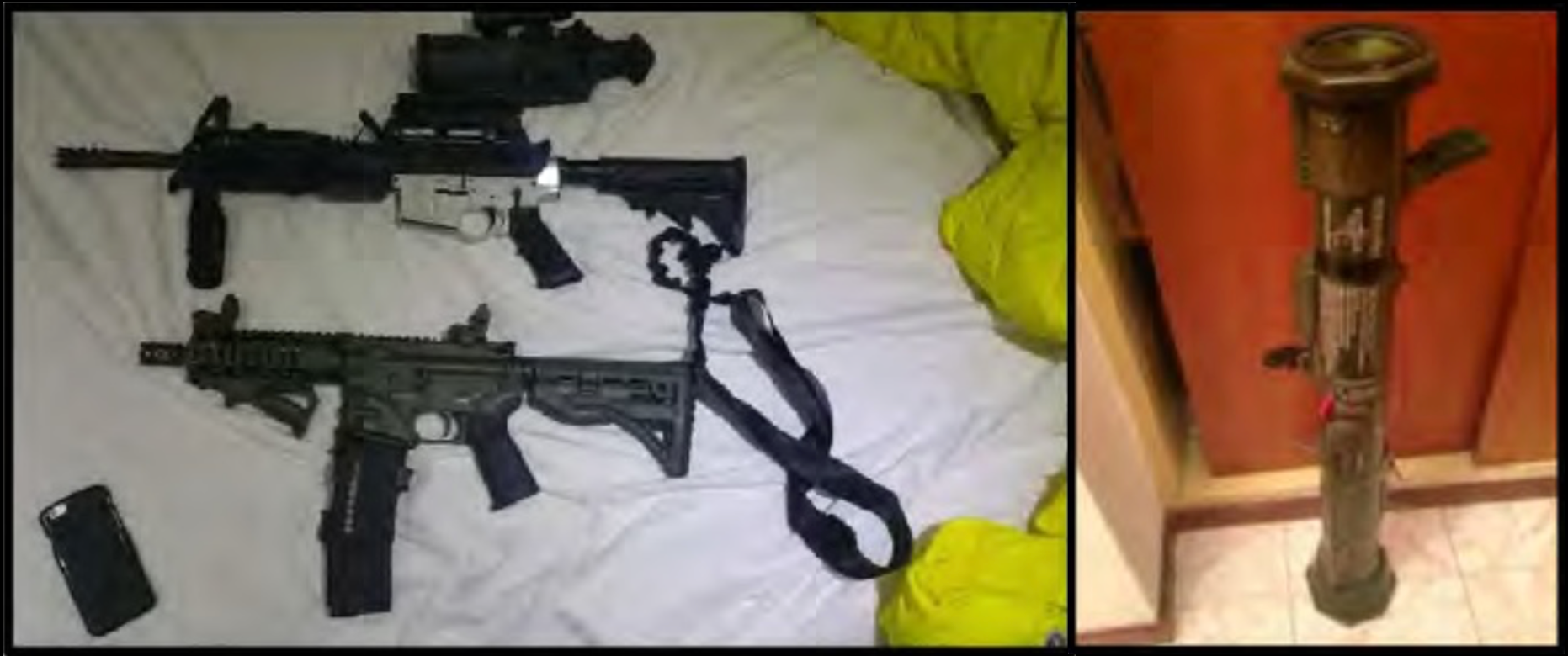
Fotos del teléfono de Campos mostrando dos armas de fuego y un lanzacohetes AT4.

Los sobrinos y los informantes de la DEA se reunieron en múltiples ocasiones en Haití, Honduras y Venezuela, mientras que cada reunión «produjo una grabación de audio y entre tres hasta siete videos». Campo y Flores planearon enviar cocaína suministrada por las Fuerzas Armadas Revolucionarias de Colombia - Ejército del Pueblo (FARC-EP) a los Estados Unidos y buscaron asistencia con sus planes.
El 3 de octubre de 2015, un informante confidencial de la DEA conocido como CW-1 y su empleado «El Flaco» fueron contactados por un contacto venezolano conocido como «Hamudi», quien introdujo a Campo y a Flores al informante. Al día siguiente, el 4 de octubre de 2015, ambos volaron desde Venezuela hasta San Pedro Sula, Honduras, con los sobrinos declarando de que usarían sus contactos para enviar narcóticos en vuelos legales desde Caracas, Venezuela, hasta Roatán, Honduras, sabiendo que su relación con el presidente «abriría puertas para la operación de contrabando».
A finales de octubre, CS-1, quien se presentó a sí mismo como un capo mexicano, y CS-2, presentándose a sí mismo como un asociado de CS-1, viajaron a Caracas para encontrarse con los sobrinos. Alrededor del 23 de octubre, CS-1 y CS-2 se reunieron con los sobrinos, Campo Flores declaró que él era «el que estaba a cargo» y que «estamos en guerra con los Estados Unidos... con Colombia... con la oposición». Campo también aseguró a los dos informantes que los cargamentos de cocaína no podían ser rastreados por agentes de seguridad porque el avión «saldría como si... alguien de nuestra familia estuviese en el avión». Días después, el 26 de octubre de 2015, Campo declaró que los dos enviarían cocaína y que estaban buscando conseguir alrededor de 20 millones de dólares, explicando que a CW-1 se le pagaría alrededor de $900.000 por recibir la cocaína en Honduras. Al día siguiente, el 27 de octubre de 2015, Campo y Flores presentaron un kilogramo de cocaína a CS-1 y a CS-2 para demostrar su pureza, los informantes creyeron que la pureza estaba entre 95% y 97%. El 5 de noviembre de 2015, el informante CS-3 se encontró con el co-acusado Roberto de Jesús Soto García para planear en cómo recibir la cocaína en Honduras. Soto explicó el procedimiento en el Aeropuerto Internacional Juan Manuel Gálvez en Roatán, Honduras, y declaró que la carga de cocaína sería entonces «acordada con todos aquellos dentro del aeropuerto».

### Arrestos

#### Campo Flores y Flores de Freites

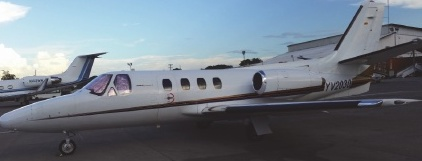
Un jet privado Cessna Citation 500 registrado como YV2030 en Venezuela que llevó a Campos y a Flores a Haití el 10 de noviembre de 2015.

El 10 de noviembre de 2015, Campo Flores y Flores de Freites volaron hasta Puerto Príncipe, Haití, con dos personales militares venezolanos y acompañados por dos guardias presidenciales de honor cargando más de 800 kilogramos de cocaína destinados a Nueva York, Estados Unidos. El jet era un Cessna Citation 500 que le pertenecía a los empresarios venezolanos libaneses Majed y Khaled Khalil Majzoun, quienes estaban involucrados con anteriores proyectos del gobierno de Hugo Chávez y eran cercanos a Diosdado Cabello. CS-1 se encontró con los sobrinos en el restaurante de un hotel cercano al Aeropuerto Internacional Toussaint Louverture y se planeaba pagarles 5 millones de dólares por la cocaína. CS-1 se retiró al baño y la brigada de operaciones especiales haitiana junto con agentes de la DEA allanaron el restaurante después de identificarse, aprehendiendo a los sobrinos. El personal de la BLTS vistió uniformes que decían «POLICÍA», de manera que fuesen identificados también. Campos y Flores después fueron entregados a la DEA y se les explicó sus derechos Miranda después de abordar el avión de la DEA, el cual voló directamente al Aeropuerto del Condado de Westchester en White Plains, Nueva York, para ser enjuiciados inmediatamente.
Los dos fueron entrevistados separadamente en el avión. Campo declaró que era el hijastro adoptado del presidente Nicolás Maduro y que creció en su casa mientras era criado por Flores. También se le mostró una foto de un hombre con un paquete de un kilo de cocaína, a lo que respondió «Ese soy yo»; cuando se le preguntó qué había en el paquete respondió «Sabes lo que es». Ambos poseían pasaportes diplomáticos venezolanos pero no tenían inmunidad diplomática, de acuerdo al exjefe de operaciones internacionales de la DEA Michael Vigil. Un allanamiento que hubo después del yate y de la mansión «Casa de Campo» de Efraín Antonio Campo Flores en República Dominicana reveló 280 libras adicionales de cocaína y 22 libras de heroína; 176 libras de las drogas siendo encontradas en la casa, mientras que el resto fue descubierto en el yate.
Debido al proceso de extradición, las cortes de Nueva York no podían aprehender a aquellos que asistieron a los sobrinos en Haití, aunque un piloto fue arrestado después. Aquellos cercanos al caso también declararon que había más órdenes de arresto relacionadas al incidente selladas.

#### Piloto
En junio de 2016, Yazenky Antonio Lamas Rondón, el piloto del avión que transportaba la cocaína y a los dos sobrinos, fue arrestado en el Aeropuerto Internacional El Dorado, en Bogotá, Colombia, después de que la DEA y la Interpol publicaran una orden para su arresto. Según la DEA, Lamas Rondón pilotó más de 100 vuelos que traficaban varias drogas desde Venezuela a varios destinos de Latinoamérica durante una década. También se cree que está involucrado con el Cartel de los Soles, un grupo de oficiales corruptos narcotraficantes venezolanos.

### Juicio

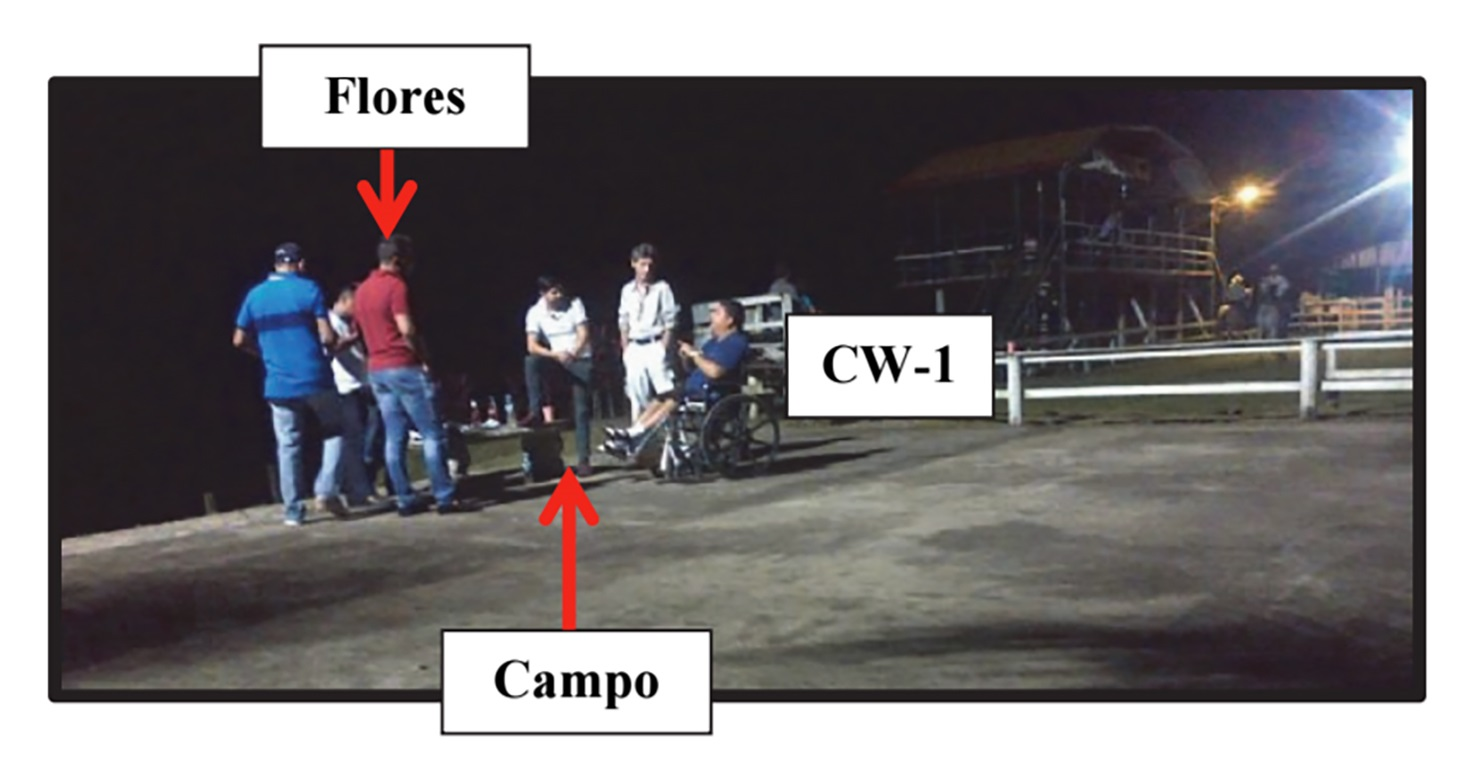
Campo y Flores en reunión con CW-1, que se hallaba en silla de ruedas.

Dos de los testigos que habrían observado a los sobrinos fueron asesinados poco antes y después del arresto de estos, con lo que se sospecha que la operación de narcotráfico fue mayor de lo que se creía. Dos semanas antes del arresto de los sobrinos, un venezolano conocido como «Hamudi», que los había presentado a CW-1, fue asesinado por proveedores de las FARC. Semanas después del arresto, en diciembre de 2015, CW-1 también fue asesinado.
Algo curioso fue que la pareja presidencial Nicolás y Cilia que viajan por todo el mundo nunca fueron a visitar a sus sobrinos y fue el magnate venezolano Wilmer Ruperti quien se encargó de pagar la defensa de los sobrinos

## Sentencia
El 14 de diciembre de 2017, en Nueva York, a ambos sobrinos se les dictó la sentencia de 216 meses (18 años) de prisión y una multa de 50 000 dólares por intentar traficar a los Estados Unidos 800 kilogramos de cocaína. El 9 de abril de 2020, el tribunal federal de apelaciones de Nueva York, ratificó la condena de 18 años de prisión contra Efraín Campos Flores y Franqui Flores de Freitas por narcotráfico.

## Reacciones

### Medios académicos
De acuerdo al experto en narcotráfico Bruce Bagley, de la Universidad de Miami, «los sobrinos solo son la punta del iceberg. La corrupción es generalizada en los altos niveles de Venezuela. Este caso sugiere que el narcotráfico es una rutina para alguien con contactos en el palacio presidencial». Bagley también considera que «se sentían seguros con sus conexiones. Cometieron un error porque cuando la DEA oyó sus nombres, los convirtieron en objetivos».

### Gobierno de Venezuela
Después de que los sobrinos de Maduro fueran aprehendidos por la DEA por la distribución ilegal de cocaína el 10 de noviembre de 2015, Nicolás Maduro publicó una declaración en Twitter criticando a los «ataques y emboscadas imperiales», que fue visto por varias agencias de noticias como dirigida a los Estados Unidos. Cilia Flores acusó a los Estados Unidos de secuestrar a sus sobrinos y declaró tener pruebas de que fueron secuestrados por la DEA. Diosdado Cabello también declaró que los arrestos fueron un «secuestro» de los Estados Unidos.

## Liberación
En un hecho poco usual en la historia de los Estados Unidos, el 1 de octubre de 2022, el presidente estadounidense Joe Biden liberó a los dos "narcosobrinos" en un canje realizado con Nicolás Maduro a cambio de 2 norteamericanos (detenidos en una operación militar desactivada por autoridades venezolanas) y 5 venezolano-estadounidenses (exgerentes de Citgo, la filial de PDVSA en Houston) detenidos por acusaciones de corrupción. Esta acción generó descontento entre muchos venezolanos dentro y fuera del país. El canje se produjo en la nación caribeña de San Vicente y Las Granadinas.